# Alexis Korner

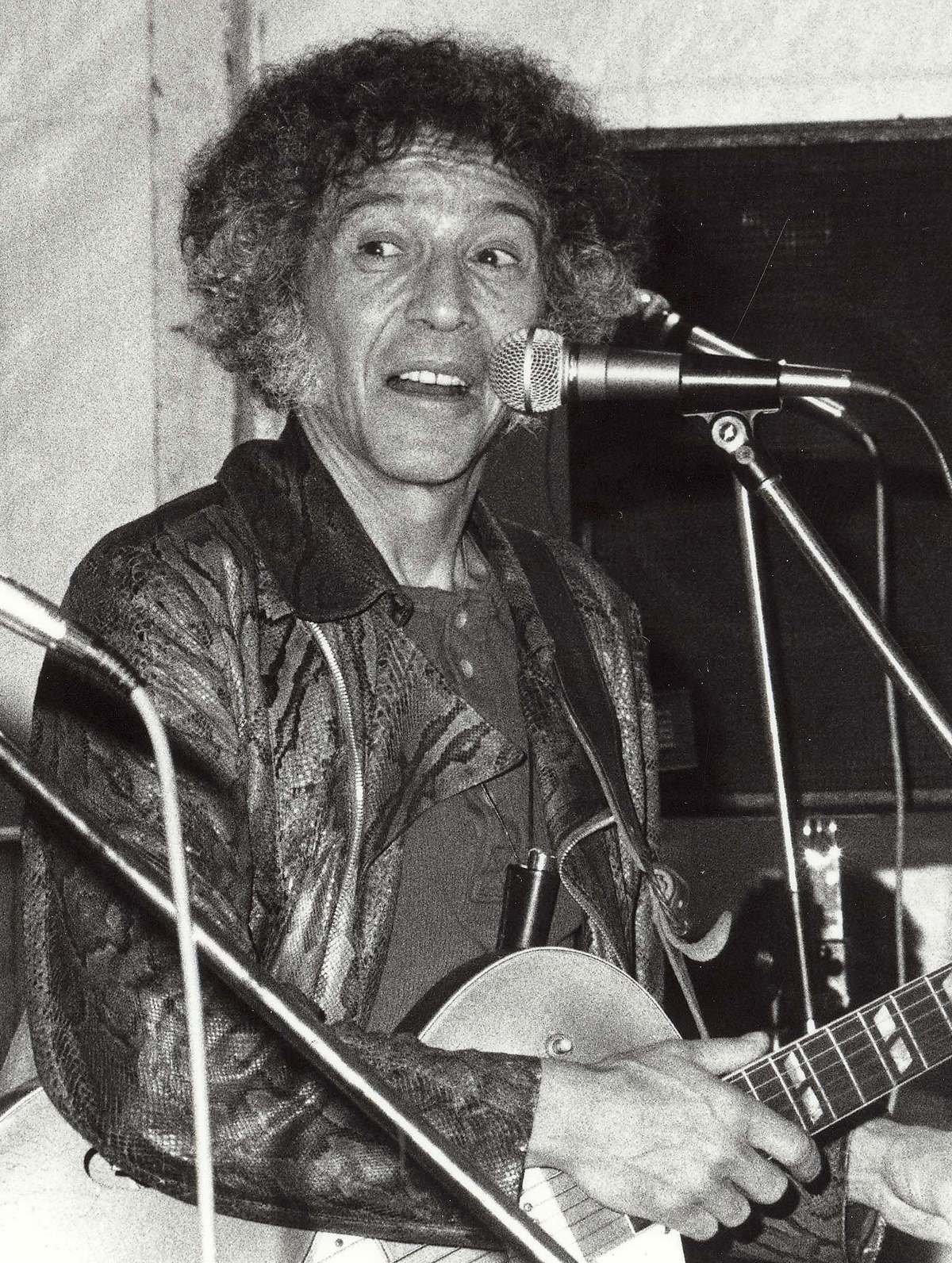

Alexis Korner (Párizs, 1928. április 19. – London, 1984. január 1.) brit blues zenész, zeneszerző, szövegíró és rádiós műsorvezető, a "brit blues alapító atyja". Az angol blues zenészek összegyűjtésével nagyban befolyásolta az 1960-as évek brit zenei stílusát.

## Gyermekkora
Alexis Andrew Nicholas Koerner néven született Párizsban. Apja osztrák származású lovassági tiszt, az anyja görög–török származású, apai nagyanyja egyes feltevések szerint magyar volt.
A gyermekkorát Franciaországban, Svájcban és Észak-Afrikában töltötte, aszerint, hogy az édesapja éppen hol intézte az üzleti ügyeit.
A család az 1930-as években telepedett le Londonban. A szülei zongorázni tanították, de ő gitárosnak készült, a hangszerét is maga készítette.
A második világháború során az egyik német légitámadás alkalmával egy Jimmy Yancey-felvételt hallgatott, ami akkora hatással volt rá, hogy azután mindig csak bluest akart játszani.

## Pályafutása

### 1949–1960
Amatőrként kezdte a pályafutását, zongorán és gitáron játszott. 1949-ben csatlakozott a Chris Barber's Jazz Bandhez, Cyril Davies blues harmonikással pedig duóban lépett fel. A londoni Sohoban megnyitják a Blues and Barrelhouse nevű klubot, de a vállalkozás nem sikeres. Fellépnek a Marquee Clubban és Chris Barber együttesében, közreműködnek híres amerikai blues zenészekkel, például Muddy Waters-szel, Big Bill Broonzyval és Sonny Terryvel.
Korner saját zenekart alapít a később világhírűvé vált trombitással, Dickie Hawdonnal, de az akkor még modernnek számító zenét a közönség nem méltányolja, ezért az együttes 1950-ben feloszlik.

### Az 1960-as évek
1961-ben Korner és Davies Blues Incorporated néven együttest alapított, amelyben a tagoknak semmilyen komolyabb kötelezettségük nem volt, csupán a blues, főleg a rhythm and blues kötötte össze őket. A zenekar tagja volt például Charlie Watts, Ginger Baker, Jack Bruce, Graham Bond, Dick Heckstall-Smith, Long John Baldry és Danny Thompson, de jam sessionön (örömzene) több alkalommal vett részt Mick Jagger és Keith Richards is. Cyrill Davies kilépett a zenekarból, ezt követően a következő években a tagcserék folyamatosak voltak.
1969-ben Korner megalakította a New Church együttest, amelynek tagjai a lánya, Sappho (ütősök, ének), Peter Thorup (ének), Zoot Money (billentyűs hangszerek), Ray Warleigh (ausztrál származású szaxofonos és fuvolás), Colin Hodgkinson (basszusgitáros). A zenekar szerepelt a The Rolling Stones Hyde Parkban 250 000 néző előtt tartott Brian Jones-emlékkoncertjén, 1969. július 5-én. A koncert ingyenes volt.

### 1970–1984
1970-ben megalakul a CCS nevű, 23 tagú formáció. Az együttes legnagyobb sikere a Led Zeppelintől a Whole Lotta Love című dal feldolgozása. 1971-ben Korner ismét alapít egy duót, de most a már említett Thoruppal. 1972 egy újabb változás éve: megalakul a Snape.
1973-ban Korner egy különleges, 6 részes dokumentumot mutatott be a BBC Radio 1-ben a The Rolling Stones Story címmel. Blues- és soul műsor-sorozatot alapított, amely 1977–1981 között heti egy alkalommal jelentkezett a Radio 1-ben. Kommentátorként kitűnően használta mély, reszelős hangját.
Az 50. születésnapján koncertet tartottak, számos barát és sok sztár – például Eric Clapton, Paul Jones, Chris Farlowe, Zoot Money – közreműködésével. A koncertről 1979-ben a The Party Album és egy videó jelent meg.
1981-ben csatlakozott az Ian Stewart által vezetett Rocket 88-hoz, amelyben Jack Bruce és Charlie Watts is játszott. Az együttes európai turnéjáról az Atlantic Records egy albumot is kiadott.

## Halála
Alexis Korner, a Guv’nor (governor, itt: gazda) egész életében "láncdohányos" volt, egyik cigarettát szívta a másik után. Tüdőrákban halt meg 1984. január 1-jén, 55 éves korában, Londonban. Egy lánya, Sappho Gillett és két fia volt, a gitáros Nicholas (Nico), és a hangmérnök Damian.

## Fordítás
- Ez a szócikk részben vagy egészben  az   Alexis Korner című angol Wikipédia-szócikk fordításán alapul.  Az eredeti cikk szerkesztőit annak laptörténete sorolja fel. Ez a jelzés csupán a megfogalmazás eredetét és a szerzői jogokat jelzi, nem szolgál a cikkben szereplő információk forrásmegjelöléseként.